# Calamus koordersianus
Calamus koordersianus är en enhjärtbladig växtart som beskrevs av Odoardo Beccari. Calamus koordersianus ingår i släktet Calamus och familjen Arecaceae. Inga underarter finns listade i Catalogue of Life.